# Ніагара (округ, Нью-Йорк)
Шаблон:StateAbbr_ 43°19′ пн. ш. 78°47′ зх. д. / 43.32° пн. ш. 78.79° зх. д.
Округ Ніагара (англ. Niagara County) — округ (графство) у штаті Нью-Йорк, США. Ідентифікатор округу 36063.

## Історія
Округ утворений 1808 року.

## Демографія
За даними перепису 
2000 року 
загальне населення округу становило 219846 осіб, зокрема міського населення було 164948, а сільського — 54898.
Серед мешканців округу чоловіків було 106122, а жінок — 113724. В окрузі було 87846 домогосподарств, 58582 родин, які мешкали в 95715 будинках.
Середній розмір родини становив 3,03.
Віковий розподіл населення поданий у таблиці:
| Стать    | До 15 років | 15-21 | 22-29 | 30-39 | 40-49 | 50-65 | 65-85 | Понад 85 |
| -------- | ----------- | ----- | ----- | ----- | ----- | ----- | ----- | -------- |
| Чоловіки | 23080       | 10616 | 9136  | 15523 | 17469 | 16555 | 12638 | 1105     |
| Жінки    | 21631       | 10698 | 9512  | 16397 | 17616 | 17729 | 17240 | 2901     |

## Суміжні округи
- Орлінс — схід
- Дженесі — південний схід
- Ері — південь
- Ніагара, Канада — захід

## Виноски
1. ↑  U.S. Decennial Census. United States Census Bureau. Процитовано 6 січня 2015.
2. ↑  Historical Census Browser. University of Virginia Library. Архів оригіналу за 11 серпня 2012. Процитовано 6 січня 2015.
3. ↑  Population of Counties by Decennial Census: 1900 to 1990. United States Census Bureau. Процитовано 6 січня 2015.
4. ↑  Census 2000 PHC-T-4. Ranking Tables for Counties: 1990 and 2000 (PDF). United States Census Bureau. Процитовано 6 січня 2015.
5. ↑  State & County QuickFacts. United States Census Bureau. Архів оригіналу за 7 червня 2011. Процитовано 12 жовтня 2013.(англ.) Наведено за англійською вікіпедією.
6. ↑  American FactFinder. Бюро перепису населення США. Архів оригіналу за 26 лютого 2012. Процитовано 31 січня 2008.

| США | Це незавершена стаття з географії США. Ви можете допомогти проєкту, виправивши або дописавши її. |